# Cyornis banyumas
Cyornis banyumas е вид птица от семейство Muscicapidae.

## Разпространение
Видът е разпространен в Бруней, Камбоджа, Китай, Индия, Индонезия, Лаос, Малайзия, Мианмар, Тайланд и Виетнам.